# Juan Carlos Onganía
Juan Carlos Onganía Carballo, argentinski general, * 17. marec 1914, Marcos Paz, Buenos Aires, † 8. junij 1995, Buenos Aires.
Carballo je bil vrhovni poveljnik Argentinske kopenske vojske (1962–1965) in predsednik Argentine (1966–1970).